# 朱学庆
朱学庆（1964年4月—），男，汉族，河南郑州人，中华人民共和国政治人物、第十二届全国人民代表大会广西地区代表。

## 生平
早年毕业于郑州工学院水利水电工程建筑专业。1984年12月加入中国共产党。2003年7月，任共青团中央常委、中央国家机关团工委书记。2005年7月，任全国人大常委会办公厅外事局局长。
2010年6月，任中共广西壮族自治区党委副秘书长（正厅长级）、办公厅副主任。2013年，当选为第十二届全国人大代表。2013年2月当选梧州市人民政府市长。
2017年12月，任广西壮族自治区民政厅党组书记；2018年2月任民政厅厅长。